# 亚比煞
亚比煞（Abishag）是一名书念（Shunem）女子，以美貌著称。她被选为大卫年老时的侍女，其职责是“照料王，睡在王的怀中”，使他得温暖；不过年老体弱的大卫没有与她发生性关系（列王纪上1:4）。大卫死后，亚多尼雅说服所罗门的母亲拔示巴，劝说所罗门将亚比煞给他为妻。所罗门怀疑这一要求中包含对王位的觊觎，因此将其处死（列王纪上2:17-25）。亚比煞可能被所罗门继承，成为他的妻妾之一。亚比煞可能就是雅歌中的女主角，因此当亚多尼雅想得到亚比煞，就遭所罗门处死。

## 参见

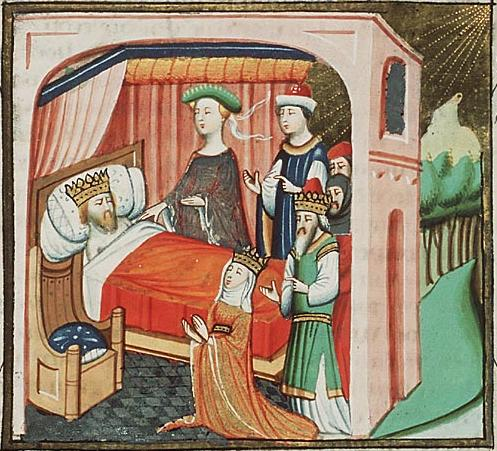
亚比煞、拔示巴、所罗门和拿单来到年老的大卫面前